# Stéphanie Tirode
Stéphanie Tirode, née le 1er mai 1975 à Chennevières-sur-Marne, est une tireuse française au pistolet 10 et 25 mètres.

## Biographie
Elle détient 23 titres de championne de France, toutes disciplines et catégories confondues. Elle est finaliste de la Coupe du Monde de Milan à 10m en 2000. Elle termine 4e à 25m en Coupe du Monde à Atlanta et 3e à 10m dans la même compétition. Elle participe aux Jeux olympiques de 2008 à Pékin, de 2012 à Londres, ainsi que ceux de Rio en 2016 au pistolet  10m et 25m.
Elle est aujourd'hui coordinatrice du pôle France Tir du CREPS de Bordeaux. 
Elle a deux enfants avec le tireur français Walter Lapeyre.

## Palmarès

### Championnat d'Europe
- Championnat d'Europe 2011 (Belgrade, Serbie) :
  -  Médaille de Bronze au pistolet 25 mètres

### Coupe du monde de tir (depuis 2001)
- Coupe du monde de tir de 2002 (Atlanta, États-Unis) :
  -  Médaille de Bronze au pistolet 10 mètres
- Coupe du monde de tir de 2008 (Pékin, Chine) :
  -  Médaille d'Or au pistolet 10 mètres
  -  Médaille d'Argent au pistolet 25 mètres
- Coupe du monde de tir de 2011 (Munich, Allemagne) :
  -  Médaille d'Or au pistolet 10 mètres

- Finale des Coupes du monde de tir de 2008 (Bangkok, Thaïlande) :
  -  Médaille d'Argent au pistolet 25 mètres
  -  Médaille d'Argent au pistolet 10 mètres

### Records personnels
- Pistolet 10 mètres : 393/400 pts
- Pistolet 25 mètres : 590/600 pts